# Máy ủi bọc thép

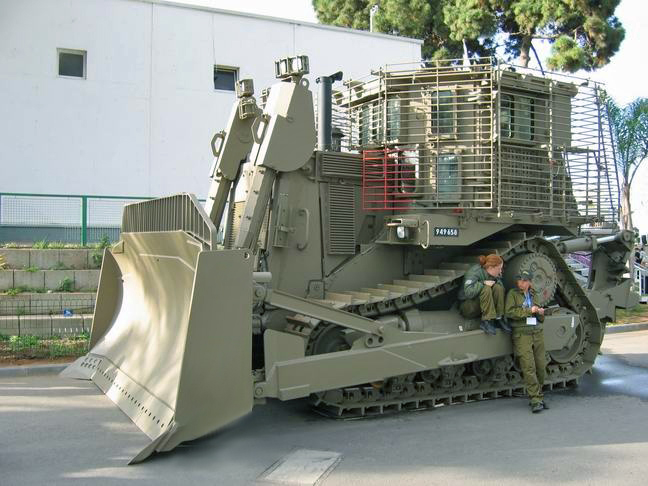
Một chiếc máy ủi D9R Caterpillar bọc thép của IDF được đặt biệt danh "דובי" ("gấu teddy") tại Israel.
Lớp vỏ giáp cho phép nó làm việc dưới làn đạn dày đặc.

Máy ủi bọc thép là một công cụ cơ bản của cơ khí chiến đấu. Những phương tiện cơ khí chiến đấu này tích hợp các khả năng di chuyển của máy ủi với lớp giáp bảo vệ phương tiện và người điều khiển nó bên trong hay gần nơi chiến đấu. Đa số đều là những máy ủi dân sự được chuyển đổi lắp thêm vỏ giáp/thiết bị quân sự, nhưng một số là những xe tăng được bỏ đi trang bị và lắp thêm một bàn ủi. Một số xe tăng được lắp bàn ủi trong khi vẫn giữ lại trang bị, nhưng điều này không biến chúng thành những máy ủi bọc thép như vậy, bởi khả năng chiến đấu vẫn giữ vai trò chính - việc ủi đất chỉ là nhiệm vụ thứ hai.

## Thế chiến 2

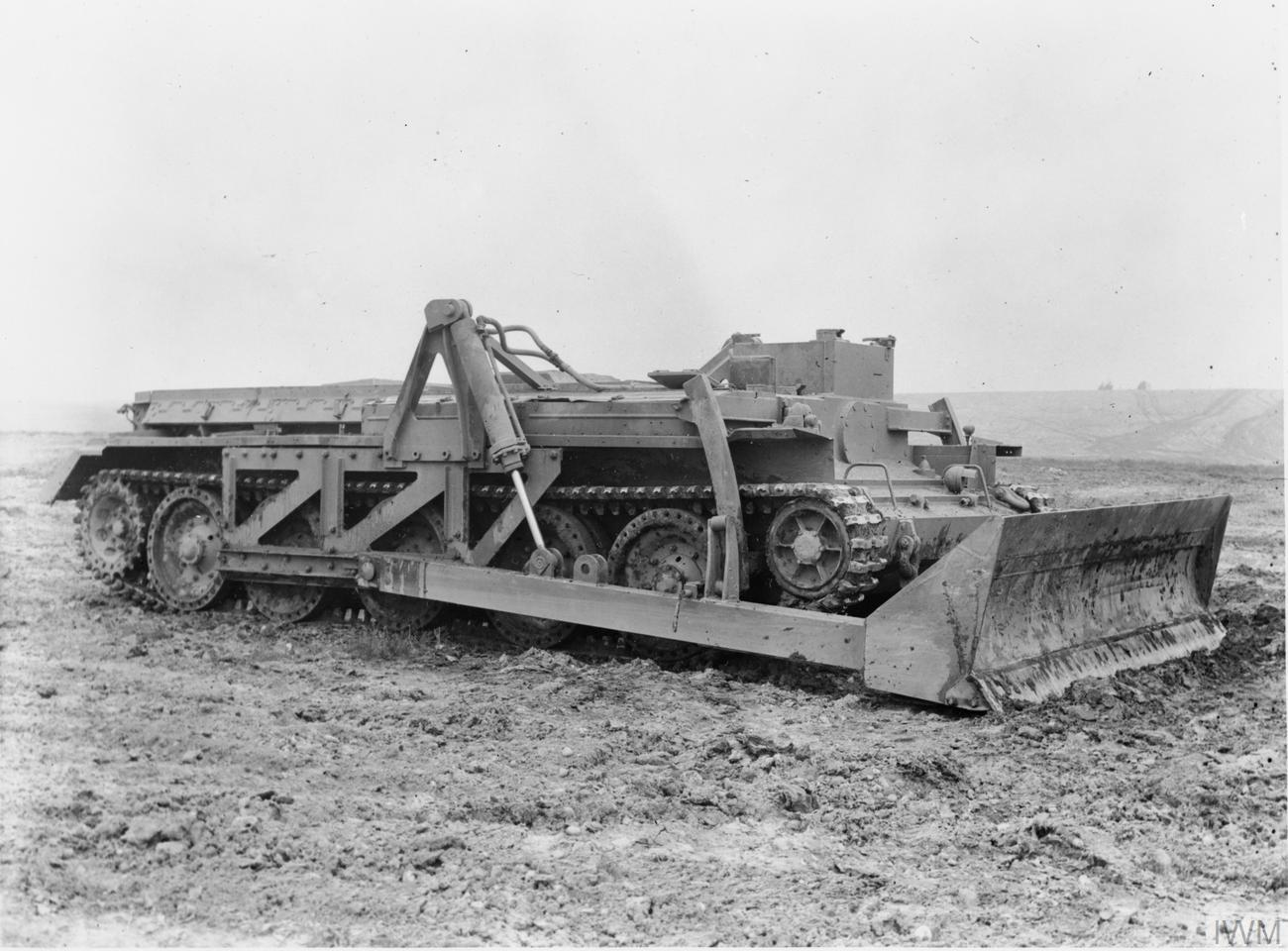
Máy ủi Centaur

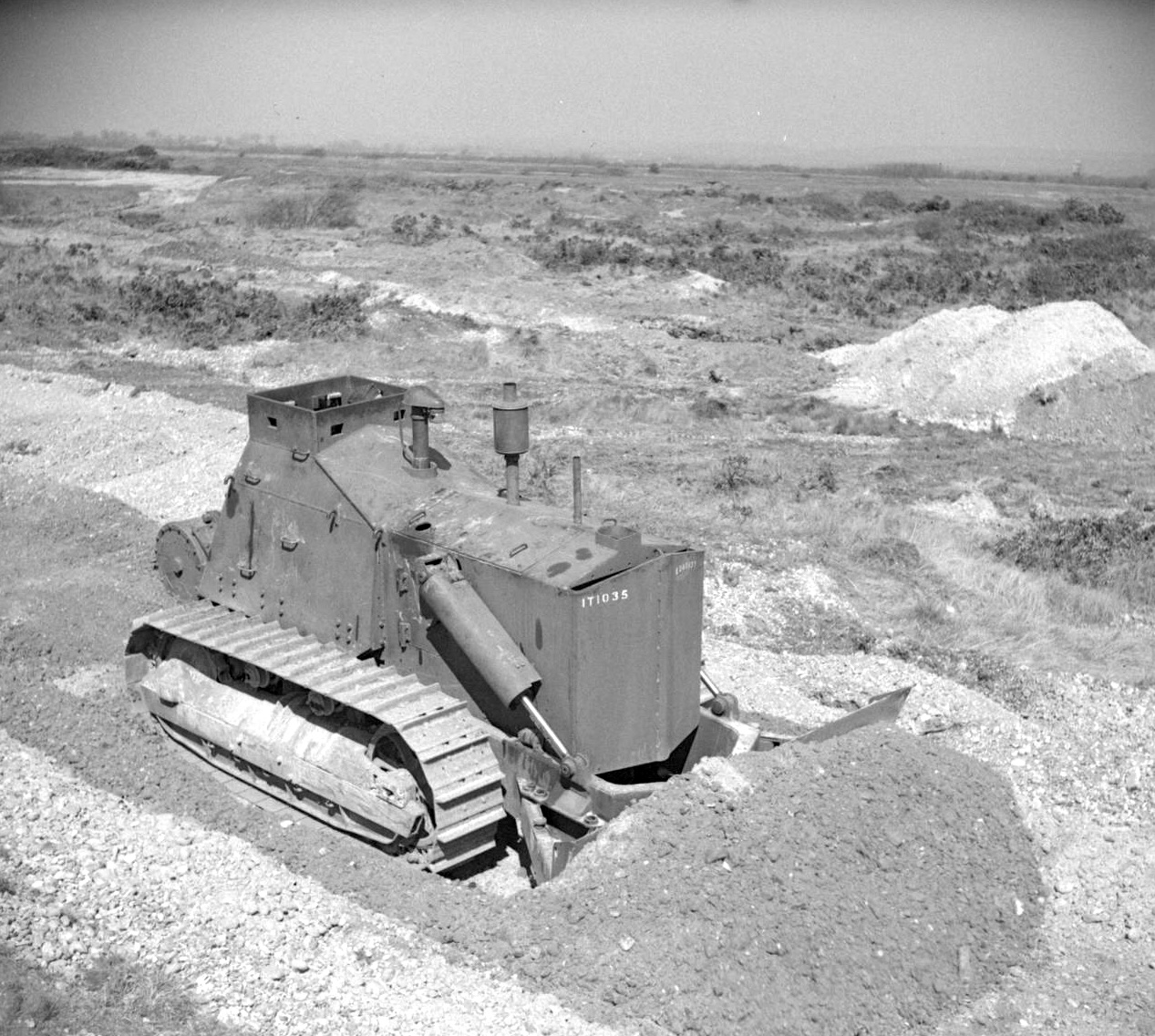
Máy ủi bọc thép Thế chiến 2.

Chiếc máy ủi bọc thép đầu tiên được người Anh phát triển trong Thế chiến 2. Đây là một chiếc máy ủi Caterpillar D8 thông thường được trang bị giáp sắt để bảo vệ người lái và động cơ. Công việc được Jack Olding & Company Ltd tại Hatfield thực hiện. Chiếc máy ủi là một trong nhiều phương tiện bọc thép kỳ lạ thường được gọi là "Hobart's Funnies" và do Sư đoàn Thiết giáp số 79 của Anh sử dụng hỗ trợ cho những cuộc tấn công thiết giáp.
Những chiếc máy ủi đã được chế tạo để chuẩn bị cho Trận Normandy với nhiệm vụ phát quang các bãi biển khỏi các vật cản và nhanh chóng tạo đường tiếp cận bằng cách dọn vật cản và lấp các hố bom.
Khi quân đội đồng minh tiến qua châu Âu, những chiếc máy ủi bọc thép cho thấy có tốc độ quá chậm - cần có những phương tiện được bọc thép tốt, có khả năng dọn vật cản với tốc độ đủ nhanh để theo kịp đội hình xe tăng. Nhu cầu này đã được đáp ứng bằng chiếc Centaur Bulldozer - một chiếc xe tăng Centaur đã bỏ tháp pháo và lắp vào một lưỡi ủi. Những chiếc máy ủi Centaur vẫn được sử dụng trong Quân đội Anh ở thời điểm cuộc Chiến tranh Triều Tiên.

## Sử dụng hiện đại
Những chiếc máy ủi bọc thép hiện đại thường dựa trên loại Caterpillar D9 và D7.
Caterpillar không sản xuất một phiên bản quân sự tự thân nào của D9 và D7, nhưng những đồ trang bị khiến loại D9 thường được sử dụng tại các dự án xây dựng lớn khiến chúng cũng thích hợp cho việc sử dụng trong quân sự. Chúng đặc biệt hữu ích trong Lực lượng Phòng vệ Israel (IDF) và cho các lực lượng vũ trang Hoa Kỳ (Thủy quân lục chiến và Quân đội Mỹ) tại Iraq.

### Sử dụng tại Israel

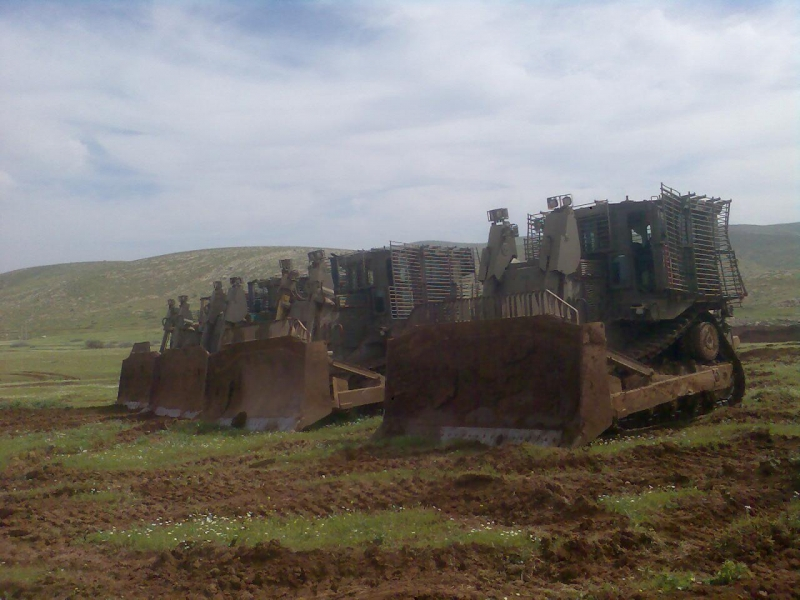
D9R của IDF với thanh giáp.

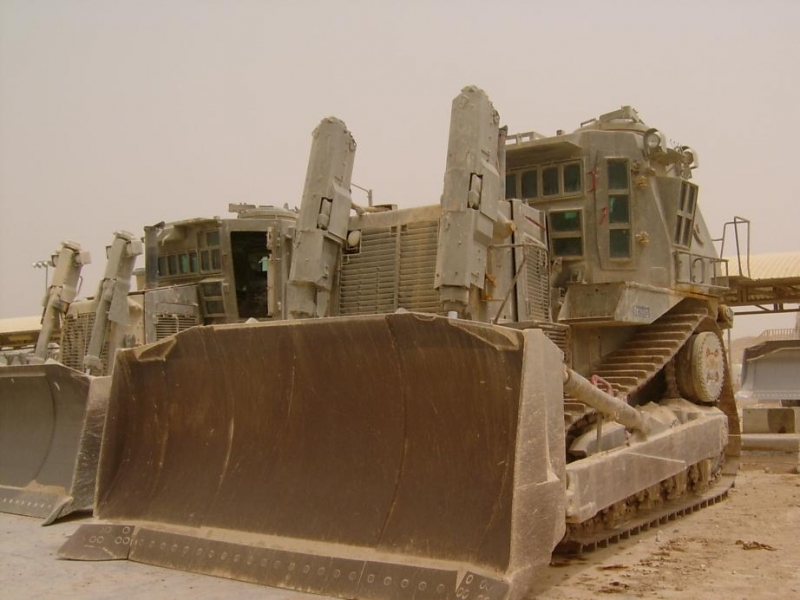
D9L của IDF, tham gia vào Trận Jenin 2002 trong Chiến dịch Lá chắn Phòng thủ.

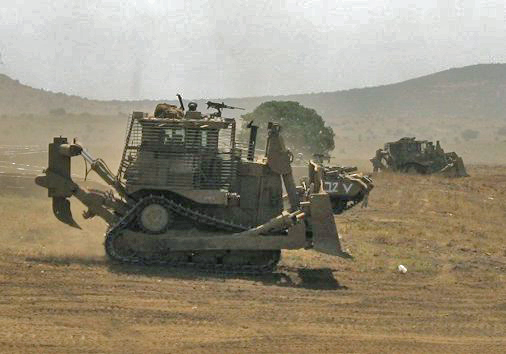
D9R của IDF được trang bị súng máy FN Mag và thanh giáp trong kỳ huấn luyện của IDF

Chiếc D9 bọc thép của Israel; tên hiệu Doobi (tiếng Hebrew: דובי; dịch nghĩa "gấu teddy") — là một máy ủi Caterpillar D9 đã được Các lực lượng Phòng vệ Israel, Công nghiệp Quân sự Israel và Công nghiệp Hàng không Israel chuyển đổi để tăng khả năng tồn tại của nó trong các môi trường thù địch và cho phép nó chống lại những cuộc tấn công hạng nặng.
Loại D9R, thế hệ mới nhất của những chiếc máy ủi D9 phục vụ trong IDF, có công suất 405 tới 410 kW và lực kéo 71.6 kN. Nó có đội điều khiển hai người, một người điều khiển và một chỉ huy. Nó hoạt động bằng TZAMA (צמ"ה = ציוד מכני הנדסי, Trang bị Máy móc Cơ giới) các đơn vị của Quân đoàn Cơ giới Israel.
Sửa đổi chính của IDF là việc lắp đặt một bộ giáp do Israel chế tạo để bảo vệ các hệ thống cơ khí và cabin điều khiển. Người điều khiển và chỉ huy được bảo vệ bên trong cabin bọc thép ("buồng lái"), với các cửa sổ chống đạn để bảo vệ chống lại hoả lực bom, súng máy, và bắn tỉa. IDF cũng phát triển một loại thanh giáp lắp thêm để làm giảm hiệu quả của các loại súng phóng lựu. Gói giáp trang bị làm tăng thêm khoảng 15 tấn trọng lượng của chiếc D9. Những chiếc máy ủi D9 đã chuyển đổi có thể có những đặc tính khác nhau, như có súng máy điều khiển từ bên trong, máy tạo khói, hay súng phóng lựu.
IDF sử dụng chiếc D9 cho nhiều kiểu nhiệm vụ cơ giới, như xúc đất, đào hào, tạo các barrier cát, xây pháo đài, giải cứu mắc kẹt, lật đổ hay làm hỏng các phương tiện bọc thép chiến đấu (cùng với Xe Tiếp cứu M88), gỡ mìn, kích nổ IED và thuốc nổ, giải phóng khu vực khỏi các vật cản và mở đường cho các phương tiện bọc thép chiến đấu và bộ binh, cũng như phá huỷ các cấu trúc, cả khi ở dưới hoả lực mạnh.
Trong phong trào Intifada lần thứ hai chiếc máy ủi D9 bọc thép đã giành được tai tiếng là một công cụ hữu ích chống lại người Palestine, bởi chúng hầu như trơ trơ trước các loại vũ khí của Palestine và đứng vững thậm chí cả trước hoả lực súng phóng lựu và mìn với trọng lượng hơn 100 kg và thậm chí cả nửa tấn thuốc nổ. Vì thế chúng được sử dụng để mở ra những con đường an toàn cho các lực lượng IDF và làm nổ những quả mìn cài. Chiếc máy ủi được sử dụng dày đặc để phát quang các đám cây bụi và các cơ cấu ẩn nấp mà người Palestine thường sử dụng để tung ra các cuộc tấn công. Ngoài ra chúng còn phá hủy các ngôi nhà hay gia đình của những kẻ đánh bom tự sát. 
Sau nhiều vụ việc khi những lực lượng vũ trang Palestine thường ẩn nấp bên trong những ngôi nhà và giết các binh sĩ tìm cách vào trong, IDF đã phát triển "Noal Sir Lachatz" (נוהל סיר לחץ "Pressure Pot Regulation") trong đó những chiếc D9 và những phương tiện cơ giới khác được dùng để đưa họ phải lộ diện bằng cách phá hủy các ngôi nhà; hầu hết họ phải đầu hàng vì sợ sẽ bị chôn sống.
Trong Trận Jenin năm 2002 những chiếc máy ủi bọc thép D9 đã được dùng để phá hủy nhà cửa.
Tại Rafah và gần Đường Philadelphie, theo các báo cáo nhân quyền, những chiếc máy ủi D9 đã phá hủy hàng nghìn ngôi nhà; Israel tuyên bố rằng đó là một biện pháp an ninh cần thiết để phát hiện và phá hủy những đường hầm buôn lậu và phá hủy những vị trí bắn tỉa đe doạ các lực lượng trong vùng, trong khi người Palestine coi đó là việc tạo ra một "vùng đệm" và trừng phạt người Palestine vì những thương vong của IDF.
Trong khi người Palestine coi D9 là một vũ khí tàn phá, và các nhóm nhân quyền chỉ trích nó vì những thiệt hại to lớn nó gây ra cho cơ sở hạ tầng Palestine, người Israel và các chuyên gia quân sự  Lưu trữ ngày 15 tháng 1 năm 2008 tại Wayback Machine coi D9 là một phương tiện cần thiết để chống lại sự nổi dậy và chủ nghĩa khủng bố và là một yếu tố chủ chốt để làm giảm thương vong cho IDF. 

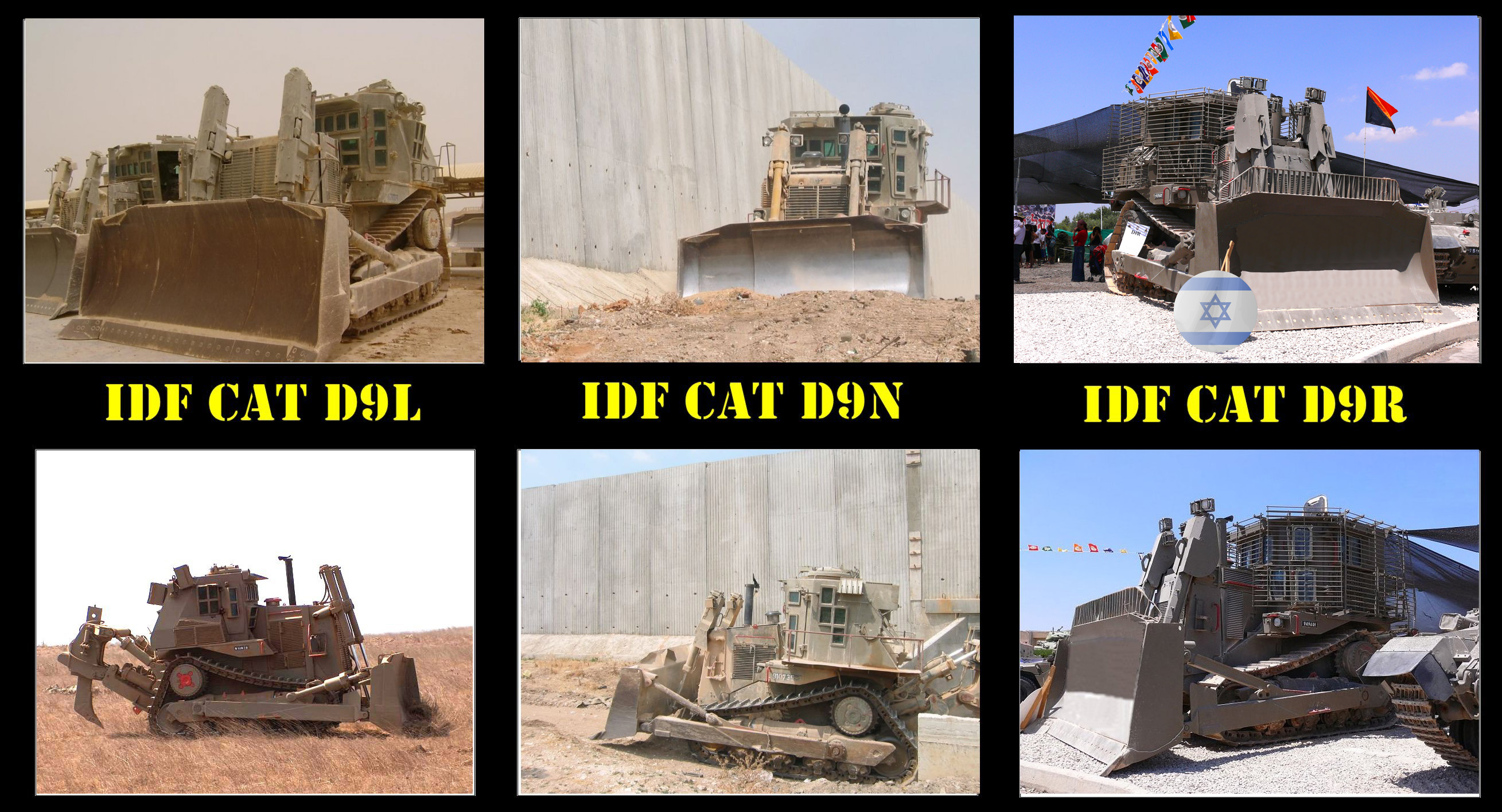
Các thế hệ Caterpillar D9 bọc thép khác nhau hoạt động trong IDF.
Từ trái sang phải: D9L (460 hp, lực đẩy 75 tấn), D9N (375-401 hp), D9R (410 hp, lực đẩy 71.6 tons).

### Sử dụng tại Hoa Kỳ

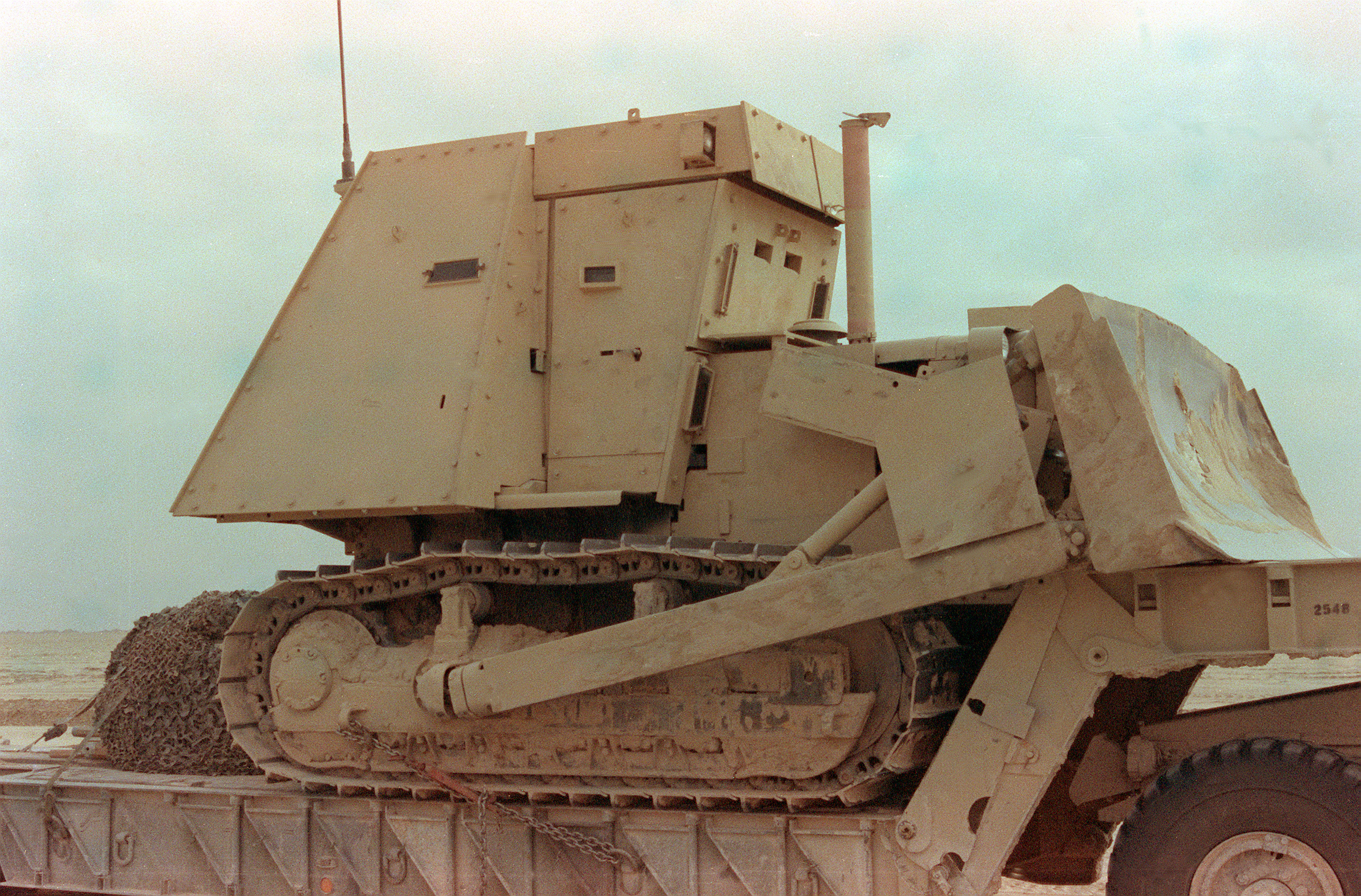
Máy ủi bọc thép D7 của Mỹ

Trong cuộc Chiến tranh Vùng Vịnh lần thứ nhất USA đã mua các bộ bảo vệ máy ủi (TPK) của Công nghiệp Quốc phòng Israel (IMI) cho những chiếc Caterpillar D7 của họ. Những chiếc máy ủi bọc thép được sử dụng chủ yếu để dọn mìn.
Trong thời gian chuẩn bị cho chiến tranh tại Iraq năm 2003 Quân đội Mỹ đã mua nhiều bộ giáp D9 từ IDF và sử dụng chúng để tạo ra những chiếc D9 bọc thép tương tự. Chúng đã được sử dụng để dọn các phương tiện đã bị hư hỏng khỏi đường, đào hào, dựng các barrier đất, và xây dựng các pháo đài dã chiến. Những chiếc D9 cũng đã được sử dụng để phá hủy nhà cửa, là nơi ẩn nấp của những tay bắn tỉa nổi dậy. Các báo cáo quân sự về cuộc Xung đột tại Iraq nói rằng những chiếc D9 đã được cho là hữu hiệu và "nhận được những báo cáo khả quan từ tất cả các bên hưởng lợi từ hoạt động của chúng".

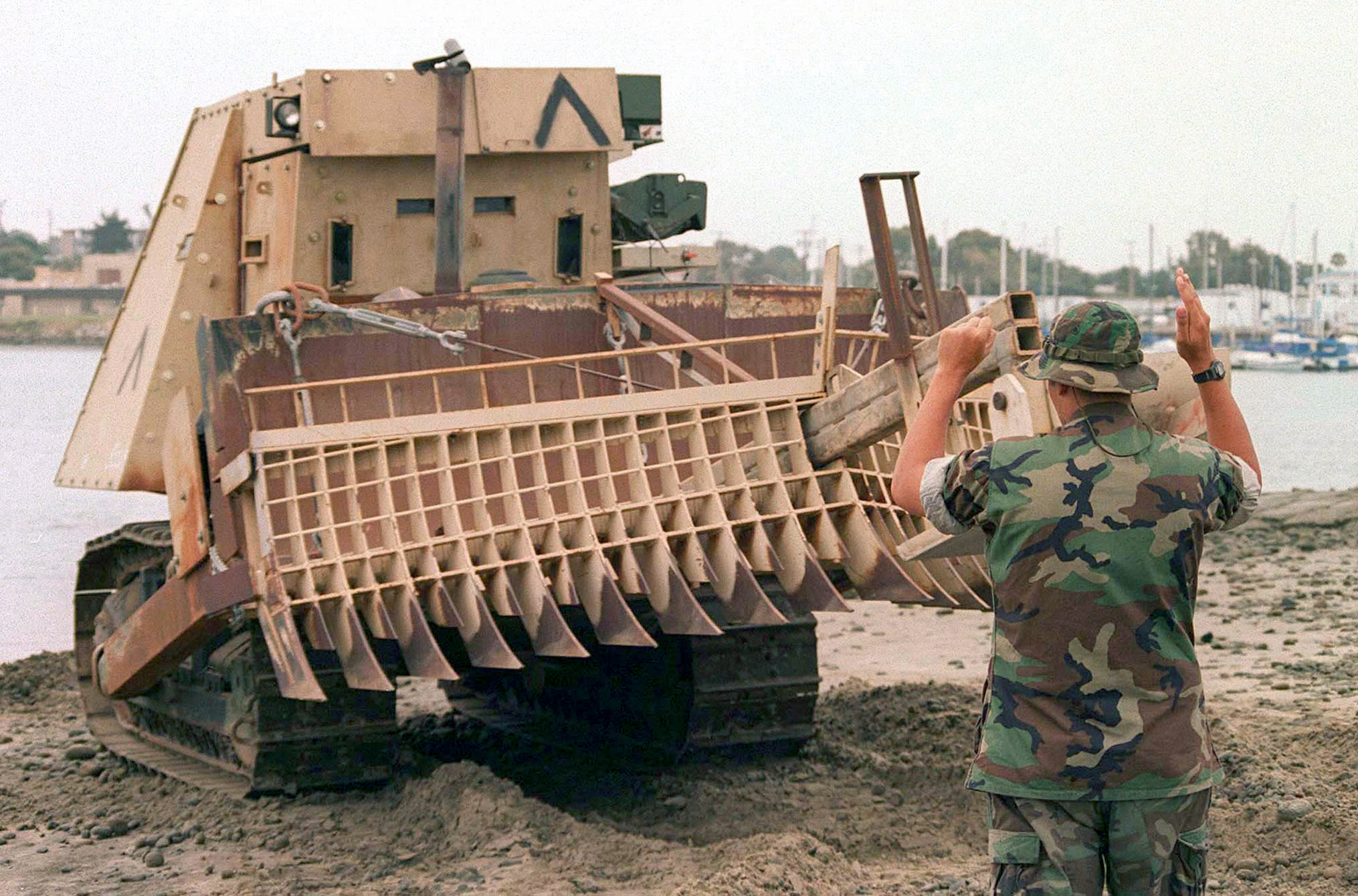
D7 với lưỡi dọn mìn
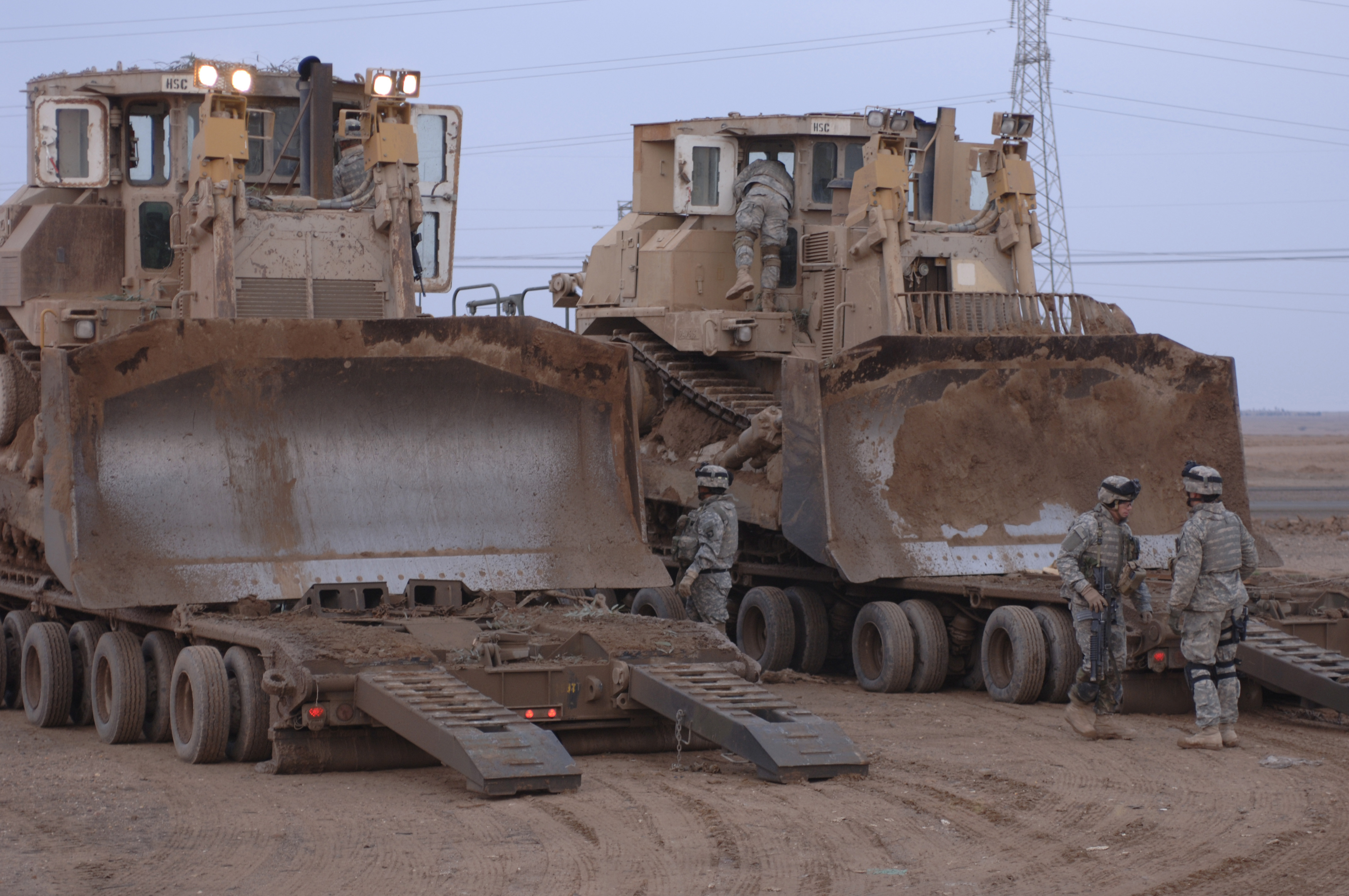
Những chiếc D9R của Quân đội Mỹ